# Europaschutzgebiet Pfeiferanger
Das Europaschutzgebiet Pfeiferanger liegt auf dem Gebiet der Gemeinden Moosdorf und Eggelsberg im Bezirk Braunau am Inn in Oberösterreich. Die für das Schutzgebiet vorgesehenen meist zusammenhängenden Moorflächen wurden von der oberösterreichischen Landesregierung im Dezember 1997 der EU-Kommission für das Netz der europäischen Natura 2000-Schutzgebiete vorgeschlagen. Das Meldeverfahren wurde im März 2011 mit der Veröffentlichung der Verordnung zum Europaschutzgebiet Pfeiferanger abgeschlossen und die rechtliche Sicherung der Verpflichtungen, die sich aus den Naturschutzrichtlinien ergaben, erfolgte im September 2011.
Das 152 ha große Schutzgebiet wurde am 31. März 2011 unter der Kennung AT3103000 innerhalb der Europäischen Union für den Biotop- und Artenschutz unter der Vogelschutzrichtlinie ausgewiesen.

## Lage
Das Europaschutzgebiet Pfeiferanger erstreckt sich nördlich von der Ortschaft Hackenbusch in der Gemeinde Moosdorf bis zur Ortschaft Ibm in der Marktgemeinde Eggelsberg. Die zwischen den beiden Ortschaften von Norden nach Süden verlaufende Landstraße 1035 teilt die Schutzgebietsflächen in zwei unterschiedlich große Teilflächen auf. Die größere östlich von der Landstraße gelegene Schutzgebietsfläche inkludiert den Seeleitensee vollständig im Europaschutzgebiet. Östlich vom Schutzgebiet befindet sich Moosdorf und nordöstlich Eggelsberg. Die gesamte Schutzgebietsfläche ist Teil des Ibmer Moores und überschneidet sich mit dem bestehenden Naturschutzgebiet Pfeiferanger (N48) und wird teilweise unter dem Namen Frankinger Moos geführt.

## Bedeutung
Die Schutzgebietsflächen stellen einen Rest des großen Ibm-Bürmoos-Weitmoos-Komplexes dar, der für Vogelarten von besonderer Bedeutung ist und die ihren Lebensraum in einem Nieder- und Übergangsmoor haben. Die großflächigen und naturnah erhaltenen Feuchtwiesen und die zahlreichen durch die Abtorfung bestehenden und wasserführenden Gräben sind das wichtigste Brutgebiet des stark gefährdeten Brachvogels in Oberösterreich.

## Flora und Fauna
Auf den kleinen mosaikartig vernetzten Lebensräumen finden viele Tier- und Pflanzenarten die auf diese speziellen Lebensräume angewiesen sind Nahrung und einen Rückzugsort. Aus den angrenzenden Naturschutzflächen und offenen Wasserflächen der Seen können Vogelarten und Säugetiere beobachtet werden, welche die Wechselzonen zwischen dem Moorkomplex, den Wiesen, den Entwässerungsgräben, den Seen und Tümpeln als Habitate bewohnen. Die Grünland- und Morastbereiche beherbergen botanische Raritäten mit teils stark bedrohten Arten und dem einzigen Fundort der Sumpf-Platterbse (Lathyrus palustris) in Oberösterreich.

### Flora
Im Europaschutzgebiet wurden folgende teilweise seltene Pflanzenarten nachgewiesen:
Der Rundblättrige Sonnentau (Drosera rotundifolia), der Mittlere Sonnentau (Drosera intermedia), der Drachenwurz (Calla palustris), der Fieberklee (Menyanthes trifoliata), Sumpf-Veilchen (Viola palustris), der Sumpf-Haubenpilz (Mitrula paludosa), die Gewöhnliche Moosbeere (Vaccinium oxycoccos), der Kriechende Hahnenfuß (Ranunculus repens), die Bach-Nelkenwurz (Geum rivale), der Faulbaum (Frangula alnus), die Preiselbeere (Vaccinium vitis-idaea), die Weiße Waldhyazinthe (Platanthera bifolia), der Sumpf-Storchschnabel (Geranium palustre), das Nordische Labkraut (Galium boreale), die Besenheide (Calluna vulgaris), die Rosmarinheide (Andromeda polifolia), das Breitblättrige Knabenkraut (Dactylorhiza majalis) und der Bunte Hohlzahn (Galeopsis speciosa).

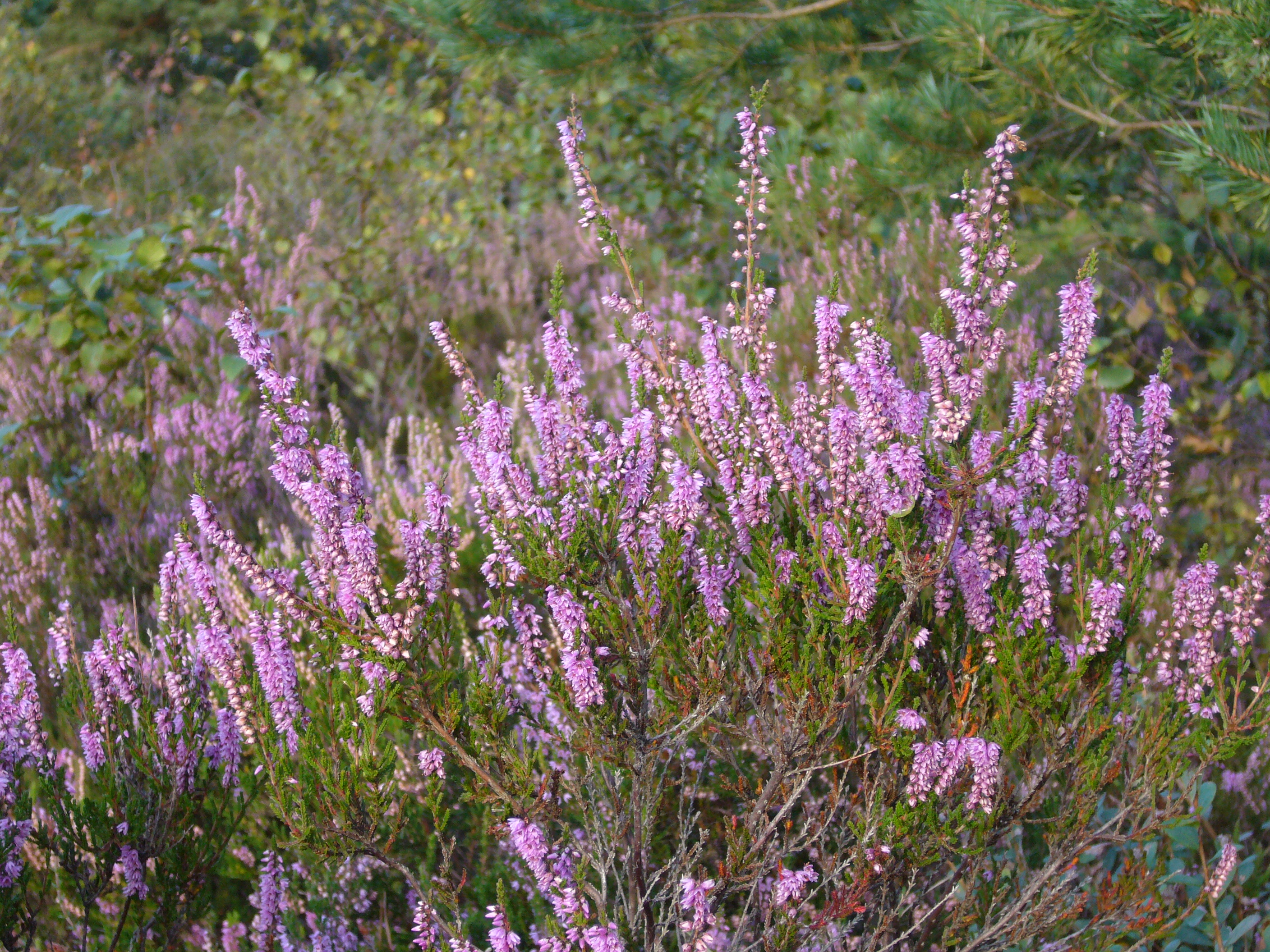
Besenheide (Beispielfoto)
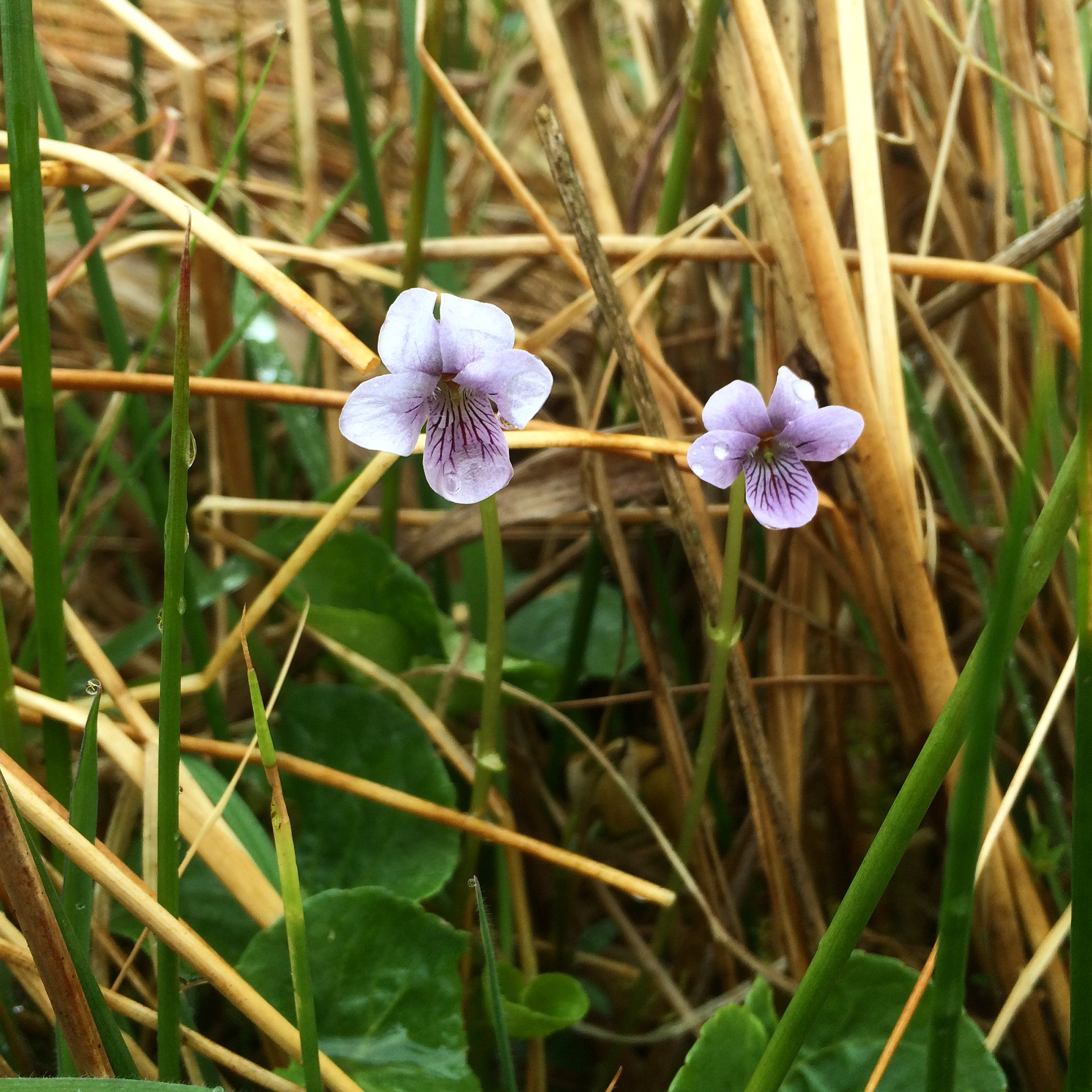
Sumpf-Veilchen (Beispielfoto)
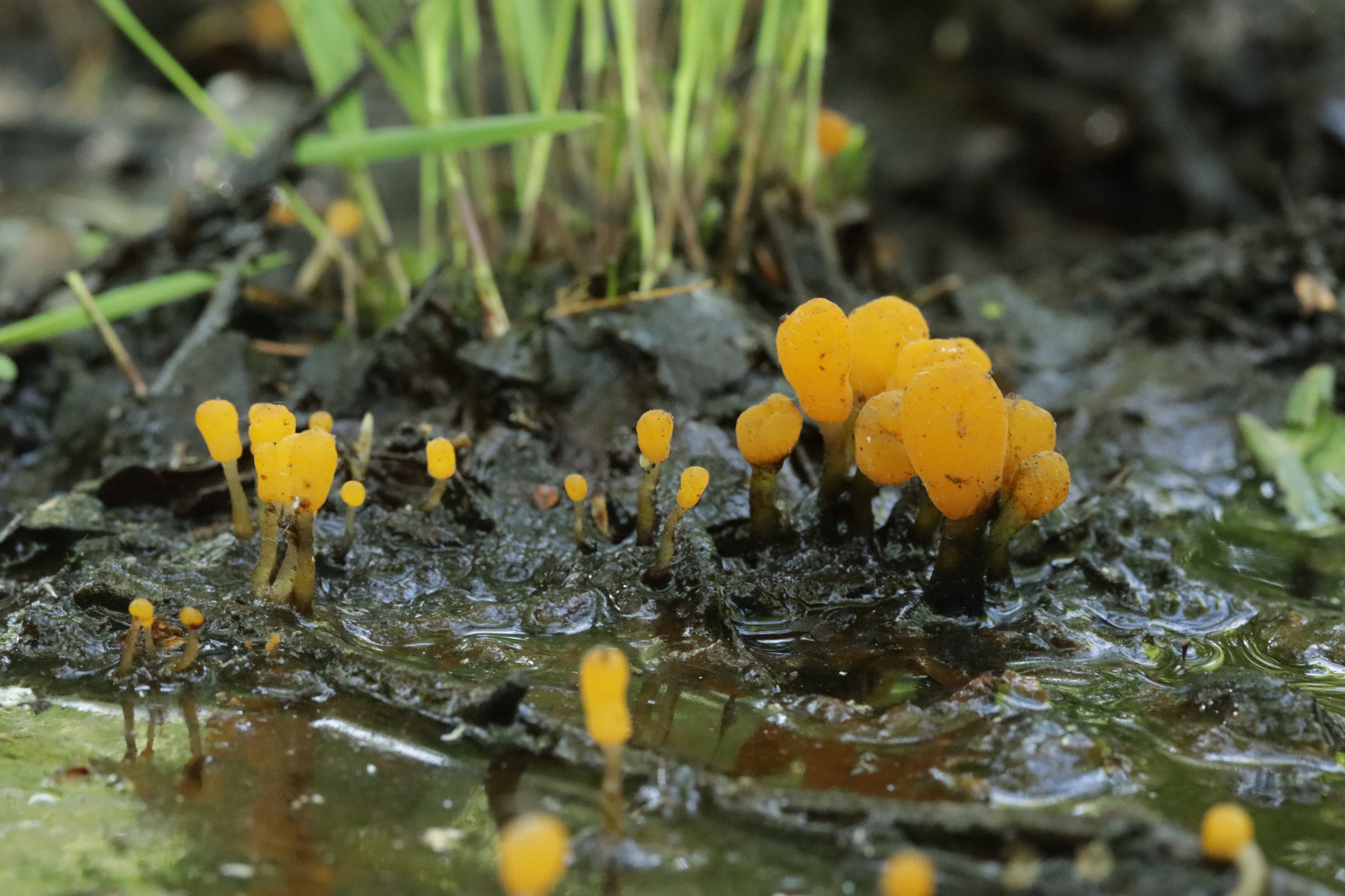
Sumpf-Haubenpilz (Beispielfoto)

### Fauna
Die folgenden nach der europäischen Vogelschutzrichtlinie seltenen Vogelarten wurden für das Europaschutzgebiet aufgezeichnet:
Die Krickente (Anas crecca), der Wiesenpieper (Anthus pratensis), der Purpurreiher (Ardea purpurea), der Weißstorch (Ciconia ciconia), der Schwarzstorch (Ciconia nigra), die Rohrweihe (Circus aeruginosus), die Kornweihe (Circus cyaneus), der Schwarzspecht (Dryocopus martius), die Rohrammer (Emberiza schoeniclus), der Baumfalke (Falco subbuteo), die Bekassine (Gallinago gallinago), der Kranich (Grus grus), der Neuntöter (Lanius collurio), der Raubwürger (Lanius excubitor), der Feldschwirl (Locustella naevia), das Blaukehlchen (Luscinia svecica), der Schwarzmilan (Milvus migrans), der Rotmilan (Milvus milvus), der Große Brachvogel (Numenius arquata), der Fischadler (Pandion haliaetus), der Wespenbussard (Pernis apivorus), der Grauspecht (Picus canus), die Wasserralle (Rallus aquaticus), das Braunkehlchen (Saxicola rubetra), das Schwarzkehlchen (Saxicola rubicola), die Flussseeschwalbe (Sterna hirundo) und der Kiebitz (Vanellus vanellus).
Weitere Tierarten die im Schutzgebiet beispielhaft beobachtet wurden:
Die Große Raupenfliege (Tachina grossa), der Rothalsbock (Stictoleptura rubra), die Blutrote Heidelibelle (Sympetrum sanguineum), die Westliche Blindschleiche (Anguis fragilis), die Zauneidechse (Lacerta agilis), die Waldeidechse (Zootoca vivipara), die Ringelnatter (Natrix natrix) und der Kleine Wasserfrosch (Pelophylax lessonae).

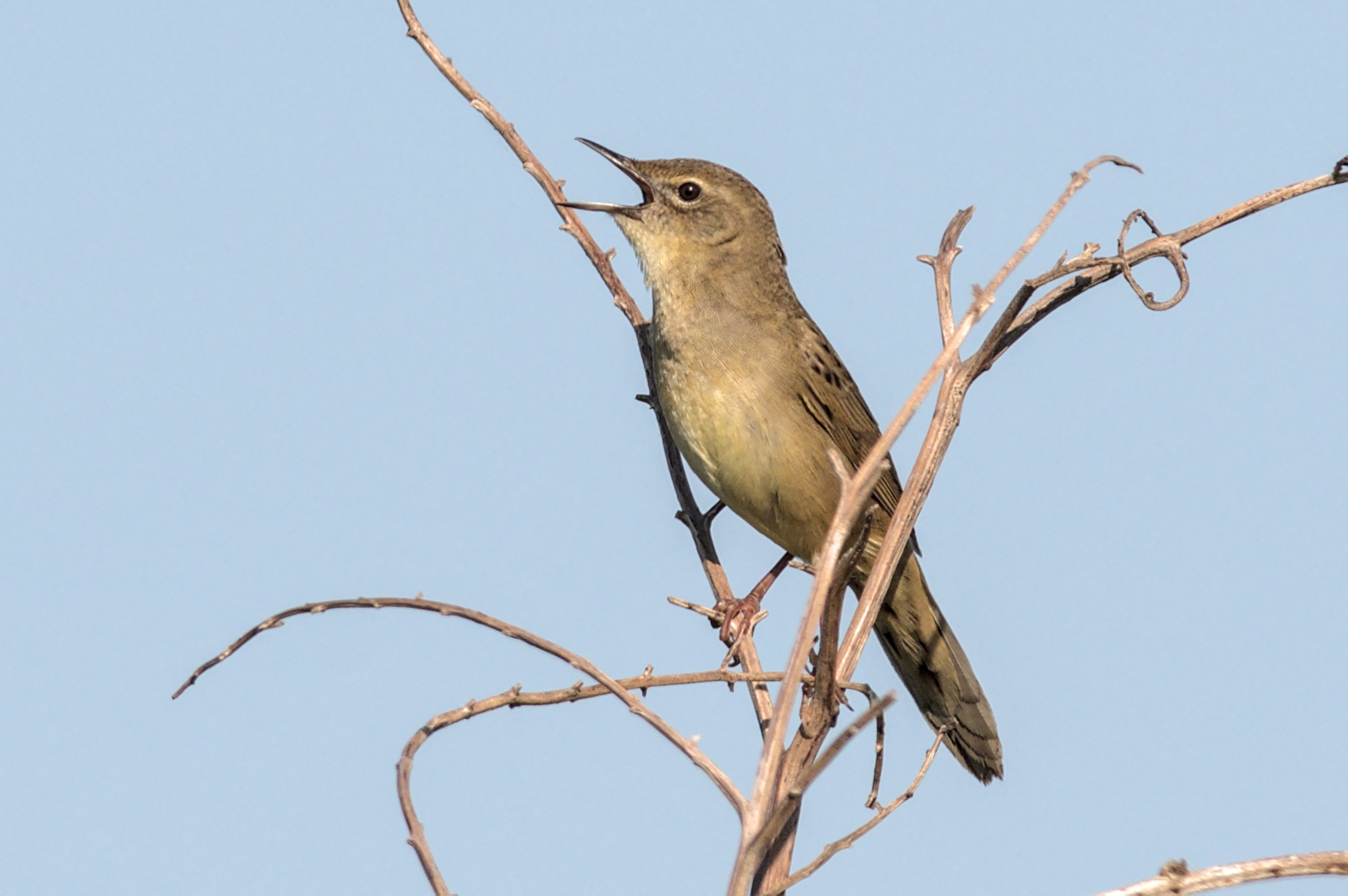
Feldschwirl (Beispielfoto)
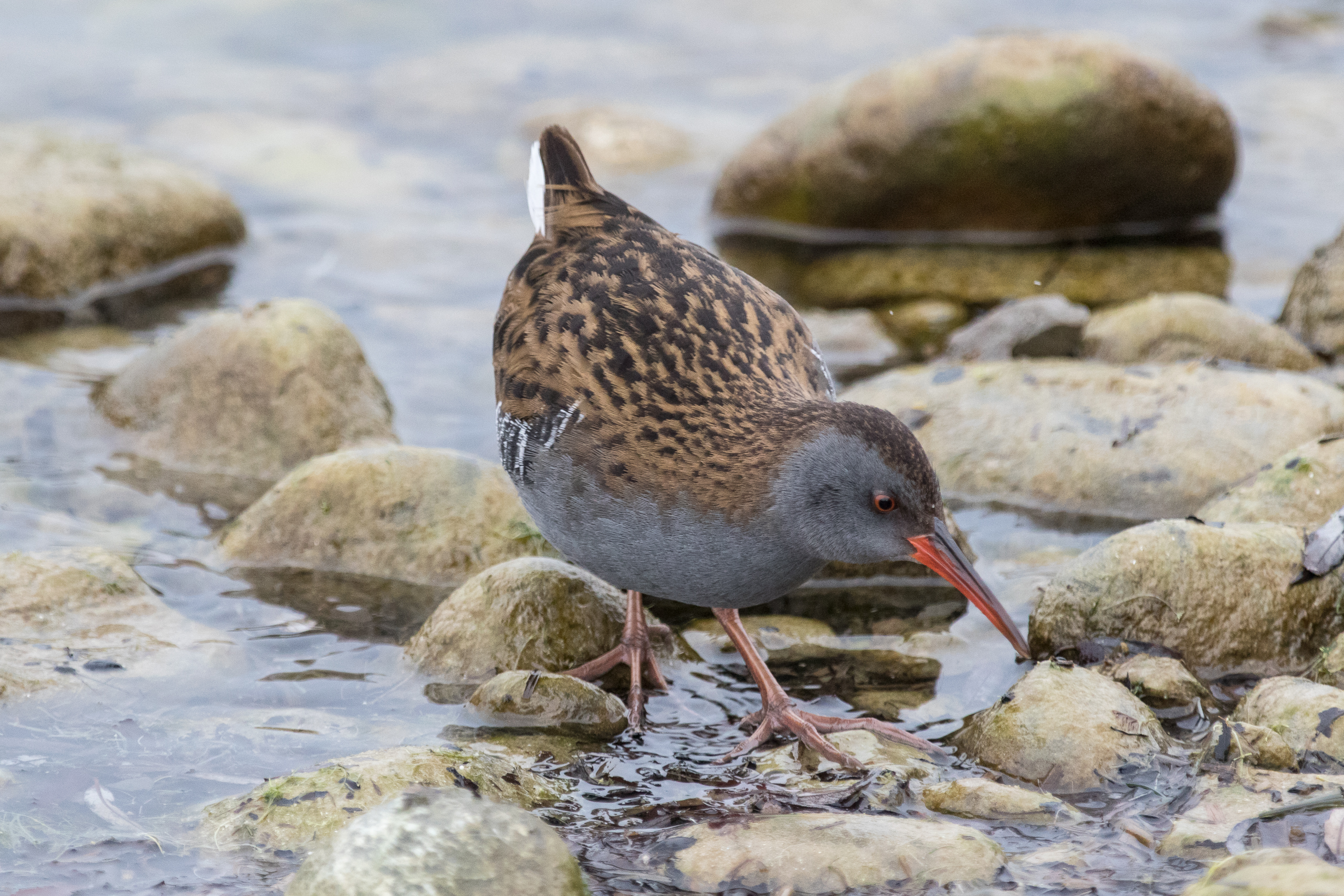
Wasserralle (Beispielfoto)

## Gefährdung und Pflegemaßnahmen
Für das Europaschutzgebiet wurden mit einem mittleren Risiko die Bedrohung und Störung der Brutgebiete durch menschliche Einflüsse aufgezeichnet. Mit einem niedrigen Risiko wurden die Jagd, vorhandene Straßen und Wege beziehungsweise die Nutzung der Schutzgebietsflächen durch Wandern, Reiten und Fahrzeuge eingestuft. Einen positiven Einfluss hatte das Mähen der Grünlandbereiche und Feuchtwiesen sowie der Schutz der vorhandenen Brutgebiete mit Einrichtung von Nisthilfen. Weitere Pflegemaßnahme wurden im übergeordneten Managementplan für das Europaschutzgebiet Wiesengebiete und Seen im Alpenvorland (EU08) festgelegt.